# Bons-Tassilly
Bons-Tassilly é uma comuna francesa na região administrativa da Normandia, no departamento Calvados. Estende-se por uma área de 9,49 km². Em 2010 a comuna tinha 409 habitantes (densidade: 43,1 hab./km²).